# Nototriton stuarti
Nototriton stuarti là một loài kỳ giông trong họ Plethodontidae.
Nó là loài đặc hữu của Guatemala.
Môi trường sống tự nhiên của chúng là các khu rừng ẩm ướt đất thấp nhiệt đới hoặc cận nhiệt đới.